# Левіафан (телескоп)
Левіафан (англ. Leviathan of Parsonstown — "Левіафан Парсонстауна", або англ. Rosse six-foot telescope — "6-футовий телескоп Росса") — історичний дзеркальний телескоп, побудований ірландським астрономом Вільямом Парсонсом 1845 року в його родовому маєтку Бірр. З діаметром дзеркала 1,83 м, він був найбільшим телескопом у світі з 1845 року до побудови Телескопа Гукера діаметром 2,5 м в Каліфорнії в 1917 році. За допомогою цього інструменту Парсонс зміг спостерігати спіральну структуру галактик. 
Зараз телескоп реконструйований з використанням оригінальних стін і труби, але сучасного дзеркала. Також біля Левіафана працює сучасний радіотелескоп I-LOFAR.

## Історія створення

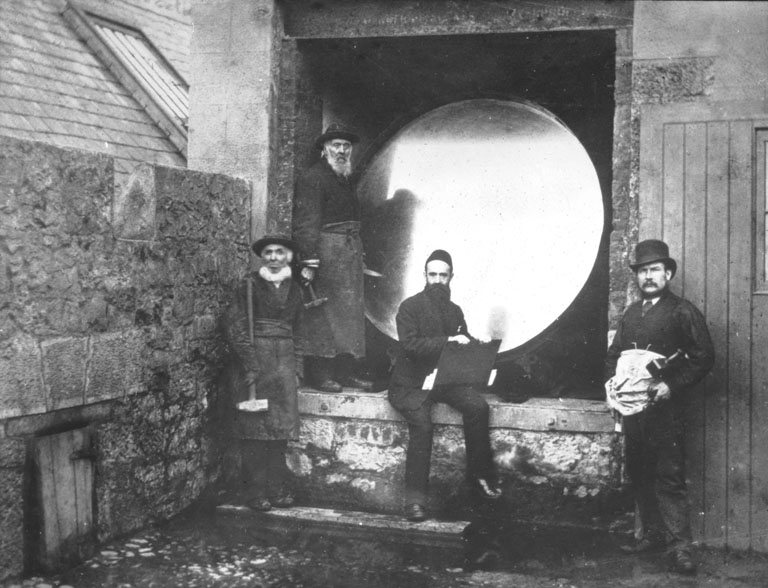
Обробка головного дзеркала

Вільям Парсонс, третій лорд Росс, удосконалив техніку відливання, шліфування та полірування великих бронзових дзеркал для телескопів та сконструював парові шліфувальні машини для параболічних дзеркал. У 1839 році він створив дзеркало діаметром 3 фути (91 см), зібравши його з окремих частин, відлитих окремо, а зібраних вже перед шліфуванням і поліруванням. У 1840 році він уже відлив цільне дзеркало. У 1842 році Парсонс відлив своє перше 6-футове (183 см) дзеркало, але знадобилося ще п'ять відливок, перш ніж він зміг отримати два відшліфованих і відполірованих дзеркала. Поверхні дзеркал швидко темніли, і поки одне дзеркало використовувалось в телескопі, інше полірувалося. Труба телескопа та опорна конструкція були завершені в 1845 році.

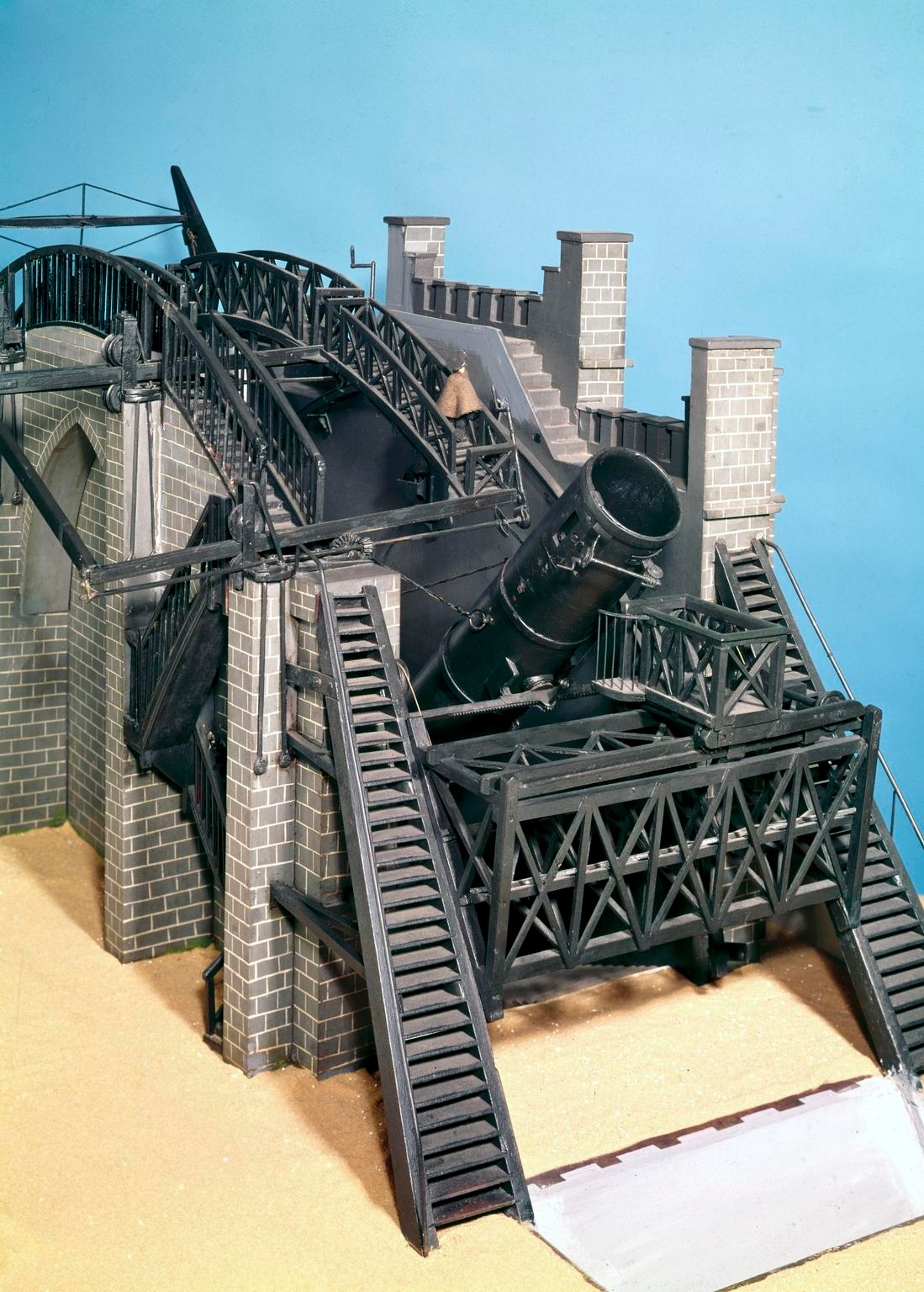
Модель телескопа в масштабі 1:24, зроблена Парсонсом у 1844—1845 роках

Дзеркало мало товщину 13 см і важило майже 3 тонни. У телескопі воно встановлювалось у спеціальну комірку для підтримки дзеркала та запобігання його деформації під власною вагою. Довжина труби та дзеркала становила близько 16,5 м. Труба й дзеркало разом важили близько 12 тонн. Труба підтримувалась з дзеркального торця двовісним шарніром, який дозволяв їй і нахилятися по висоті, і повертатися по азимуту. Західна і східна опорні стіни труби обмежували кути по азимуту діапазоном приблизно в 1 годину. Стіни знаходились на відстані 7 м одна від одної, мали висоту 12 м і довжину 21,6 м. Ланцюг і противага тримали телескоп в рівновазі, інший ланцюг з лебідкою контролював висоту. Рейка і шестерня під трубою контролювали азимут. Ця рейка була з'єднана зі східною опорною стіною, де вона могла рухатися по круглій залізній дузі, дозволяючи телескопу змінювати висоту.
Телескоп мав ньютонівську конструкцію з окуляром на західній стороні. На низькій висоті спостерігач мав доступ до окуляра з дерев'яної галереї, яка простягалась між стінами та могла ковзати вгору та вниз по напрямних, щоб стежити за телескопом на висоті. Кабінка на галереї рухалась по горизонталі, щоб досягати окуляра під різним азимутом. На великій висоті використовувалися вигнуті галереї на верхній частині західної стіни, які можна переміщати вздовж стіни, щоб стежити за телескопом по азимуту.

## Використання

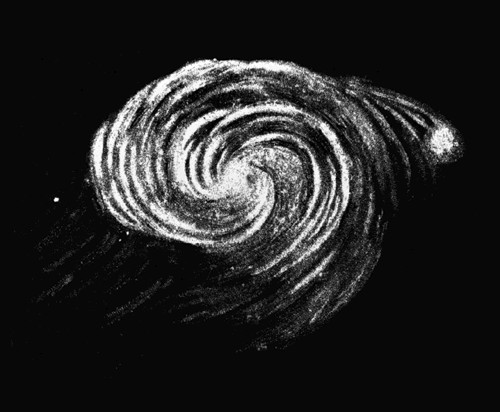
Малюнок М51, зроблений Вільямом Парсонсом у 1845 році на основі спостережень за допомогою Левіафана

Метою телескопа було спостереження туманностей в каталогах Шарля Мессьє та Джона Гершеля. Ці каталоги перераховують зоряні скупчення, а також туманності, і питання полягало в тому, чи були останні просто нерозрізненими зоряними скупченнями, чи справді туманними областями космосу. Парсонс виявив, що кілька туманностей мають спіральну структуру, що свідчило про «динамічні закони». Найвідомішою спіральною туманністю, яку спостерігав Парсонс, була Мессьє 51, яку він розділив на зорі.
Після смерті Вільяма Парсонса у 1867 році його син Лоренс Парсонс продовжив працювати із шестифутовим телескопом. З 1874 по 1878 рік з телескопом працював Джон Дреєр, почавши складання свого Нового загального каталогу туманностей і зоряних скупчень.
Хоча Лоренс Парсонс побудував менший 3-футовий екваторіальний телескоп в 1876 році, шестифутовий телескоп продовжував використовуватися приблизно до 1890 року. Після смерті Лоренса Парсонса в 1908 році телескоп був частково демонтований, а в 1914 році одне з дзеркал було передано до Музею науки в Лондоні. Залишилися стіни, труба, коробка другого дзеркала, двовісний шарнір.

## Сучасна реставрація

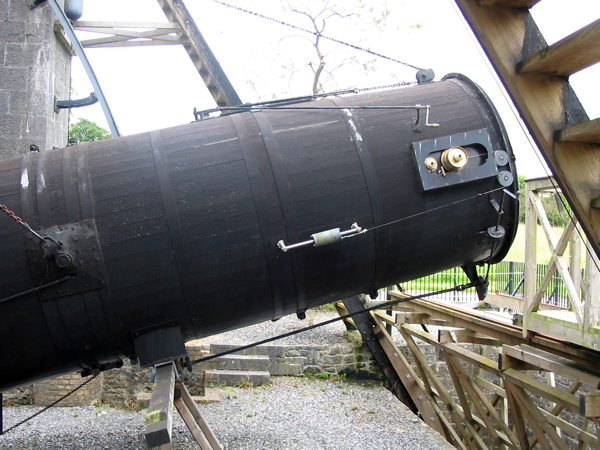
Сучасний вигляд телескопа

Після телевізійної програми, лекції та книги Патріка Мура у 1970-х роках відновився інтерес до шестифутового телескопа. Поступово телескоп став приваблювати відвідувачів. Але тільки в 1990-х роках почалося фактичне відновлення телескопа. У 1994 році відставного інженера-конструктора та астронома-любителя Майкла Тубріді запросили для дослідження та перепроєктування шестифутового телескопа Росса. Початкові плани були втрачені, тому знадобилася детективна робота, щоб переглянути залишки телескопа, випадкові коментарі в журналах спостережень і фотографії, зроблені Мері Росс, дружиною Вільяма Парсонса. Роботи з реконструкції тривали з початку 1996 року до початку 1997 року. Планувалося встановити робоче дзеркало, але через обмеженість бюджету це довелося залишити на окремий проєкт.
Нове дзеркало було встановлено в 1999 році. На відміну від оригінального бронзового дзеркала та сучасних скляних дзеркал із алюмінієвим або срібним покриттям, це зроблено з алюмінію, що є компромісом між автентичністю та ефективністю в астрономічних спостереженнях.

## Радіотелескоп

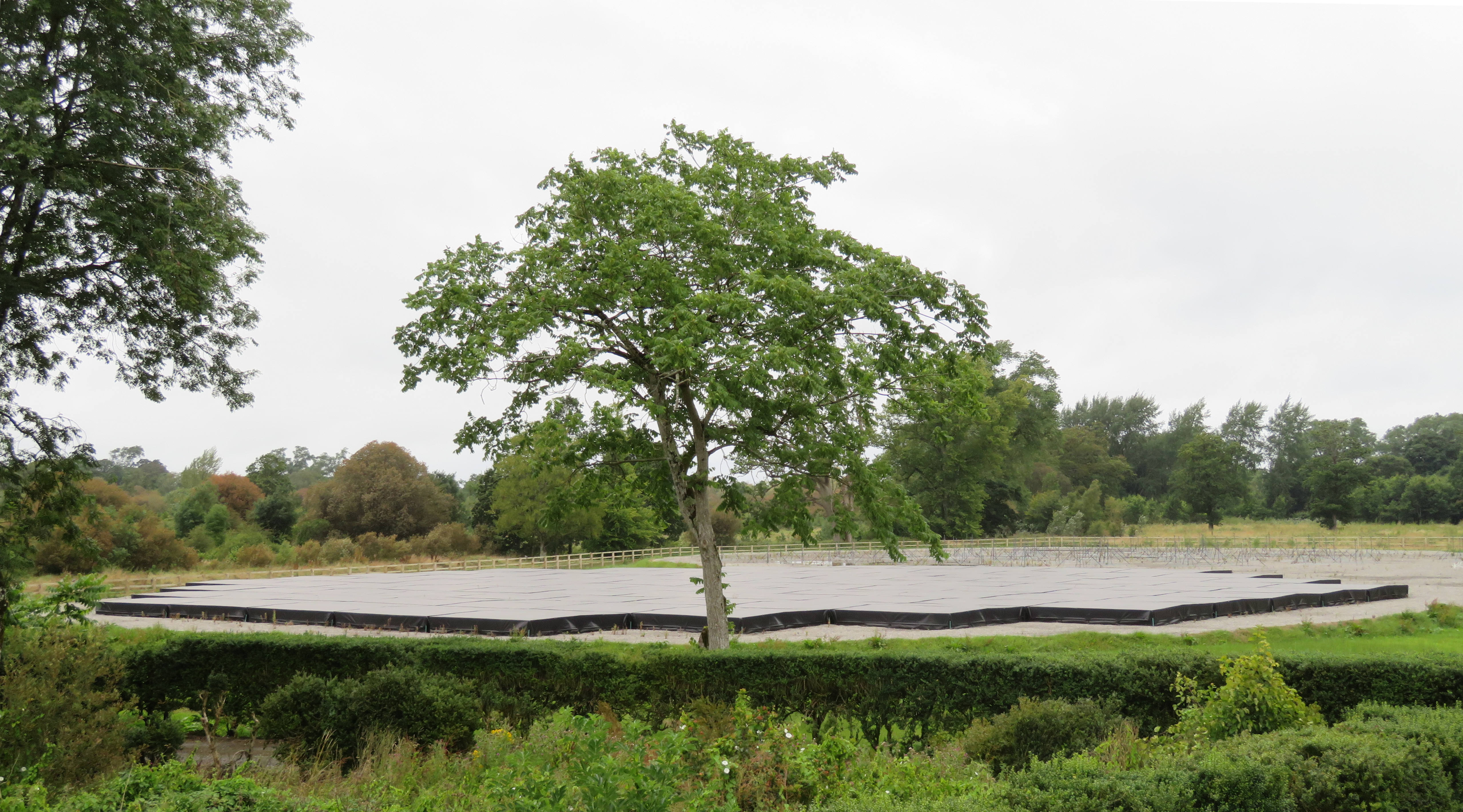
Радіотелескоп (I-LOFAR) на території замку.

У 2017 році на території замку була побудована станція радіотелескопа LOFAR IE613, одна з близько 50 подібних станцій у Європі. Це найзахідніша станція в мережі LOFAR. LOFAR робить спостереження в діапазоні 10-240 МГц з двома типами антен: антена низькочастотного діапазону (Low Band Antenna, LBA) і антена високочастотного діапазону (High Band Antenna, HBA), оптимізованих для частот 10-80 МГц і 120—240 МГц відповідно. Станція у замку Бірр складається з 96 LBA і 96 HBA і загалом 96 цифрових приймальних блоків. Ця станція також відома під назвою I-LOFAR (Irish Low Frequency Array, ірландський низькочастотний масив).

## Галерея

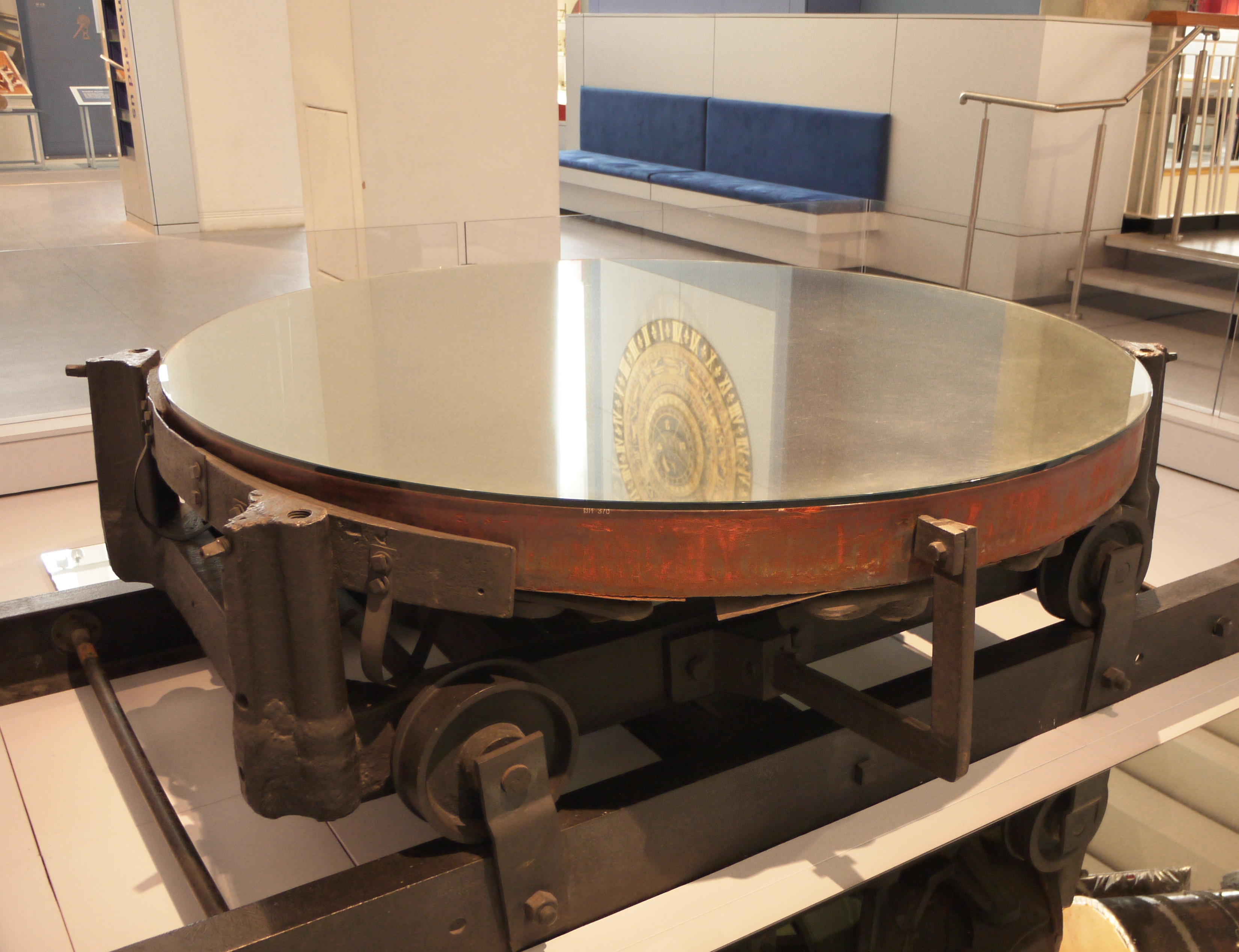
Одне з двох оригінальних дзеркал телескопа в Музеї науки
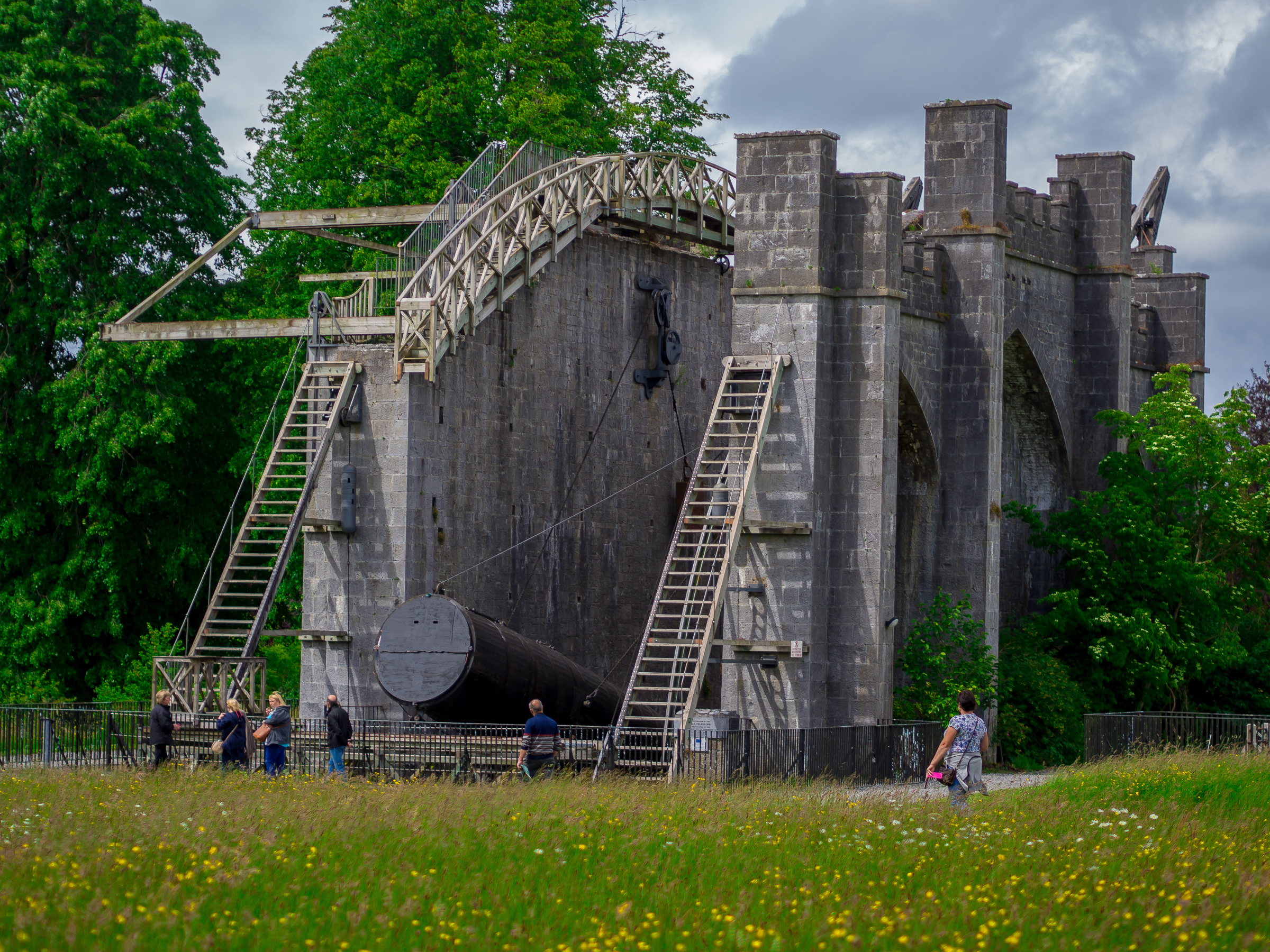
Сучасний вигляд телескопа
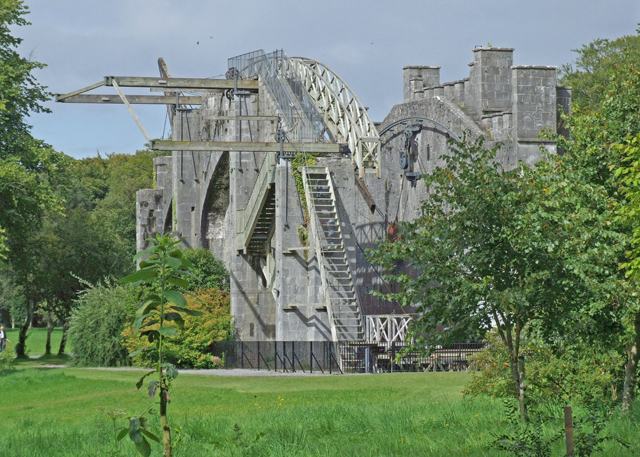
Вид на одну зі стін